# Allobates fuscellus
Allobates fuscellus es una especie de anfibio anuro de la familia Aromobatidae.

## Distribución geográfica
Esta especie habita en la cuenca del Amazonas, en el oeste de Brasil y en el noreste de Perú, entre los 60 y 250 m de altitud.
Puede estar presente en áreas adyacentes en Colombia y puede estar en Bolivia.

## Publicación original
- Morales, 2002 "2000" : Sistemática y biogeografía del grupo trilineatus (Amphibia, Anura, Dendrobatidae, Colostethus), con descripción de once nuevas especies. Publicaciones de la Asociación de Amigos de Doñana, n.º 13, p. 1-59.[6]